# 童仲揆
童仲揆（？—1621年），南直隸應天府上元縣（今南京）人。
武進士出身，历官都指挥，掌控四川都司。萬曆末年，擢拔為副总兵。熹宗時，駐守辽、沈二城。後驻防沈旦堡（今沈阳西南）。天启元年（1621年）爆發浑河之役，三月，努爾哈赤水陸俱進，攻下瀋陽，再戰又下遼陽，辽东经略袁应泰命总兵陈策、童仲揆等率领川、浙两军赴援，明军“营中发火器，多杀伤，已而火药尽，短兵相接”，后金兵“万矢环集，策、仲揆等犹挥刃冲突，各杀十余人乃死”，最後战死。

## 延伸阅读
[在维基数据编辑]
 《明史卷二百七十一》，出自《明史》